# Reyhan Arabacıoğlu
Reyhan Arabacıoğlu, född 22 december 1980 i İzmir i Turkiet, är en turkisk tyngdlyftare. Han kom ursprungligen på en fjärdeplats i 77-kilosklassen vid olympiska sommarspelen 2004 men 2013 gjordes en omtestning på dopingtesterna, Oleg Perepetjenov som blivit tvåa diskvalificerades och Arabacıoğlu tilldelades bronsmedaljen. Han har också tagit en silvermedalj vid VM 2003 i Vancouver och en bronsmedalj vid VM 2001 i Antalya.